# Sjiraks internationella flygplats
Sjiraks internationella flygplats (armeniska: Շիրակ Միջազգային Օդանավակայան) (IATA: LWN, ICAO: UDSG) är en internationell flygplats belägen strax utanför Gjumri i provinsen Sjirak i Armenien. Flygplatsen invigdes år 1961 och är den näst största flygplatsen i Armenien, efter Jerevans Zvartnots internationella flygplats. För närvarande har flygplatsen reguljära flygförbindelser med Moskva, Rostov-na-Donu och Sotji. 
Sjiraks internationella flygplats var fram till och med år 2006 enbart en nationell flygplats, men Armenien kände behovet av en andra internationell flygplats då dåliga väderförhållanden ofta ledde till att flygningar till Zvartnots fick omdirigeras till Sjiraks flygplats. Bland annat försågs flygplatsen med ny trafikkontrollutrustning.

## Statistik
| År                                             | 2005   | 2006   | 2007   | 2008   | 2009   |
| ---------------------------------------------- | ------ | ------ | ------ | ------ | ------ |
| Avresande passagerartrafik                     | 18,800 | 24,011 | 11,339 | 12,911 | 11,018 |
| Ankommande passagerartrafik                    | 27,300 | 22,399 | 7,291  | 9357   | 9089   |
| Total passagerartrafik                         | 46,100 | 46,410 | 18,630 | 22,268 | 20,107 |
| Exporterat gods (i ton)                        | 20     | 3.1    | N/A    | 2.0    | 0.13   |
| Importerat gods (i ton)                        | 126    | 15     | 6.2    | 62.6   | 2.43   |
| Totalt gods (i ton)                            | 146    | 18.1   | 6.2    | 64.5   | 2.56   |
| Flygförflyttningar (ankommande eller avgående) | 472    | 355    | 166    | 144    | 172    |